# Mass Effect: Andromeda
Mass Effect: Andromeda — відеогра жанру екшн/RPG, створена студією BioWare і видана 21 березня 2017 року для ПК, PlayStation 4 і Xbox One. Є четвертою грою в серії Mass Effect, не пов'язаною безпосередньо з попередніми, але події якої розгортаються в тому ж всесвіті, в галактиці Андромеди.
У розробці не брали участі творці оригінальної трилогії — Кейсі Гадсон та засновники «Bioware»: Рей Музика і Грег Зещук. Як наслідок Mass Effect: Andromeda отримала найнижчі в серії оцінки критиків і гравців.
Сюжет оповідає про пригоди колоністів, посланих з Чумацького Шляху в галактику Андромеди на пошуки «золотих світів». Прибувши в стані анабіозу, вони виявляють, що ці планети непридатні для життя, тому необхідно знайти інший дім. Головними героями в цій частині виступають брат або сестра Райдер, один з яких мусить перейняти обов'язки свого батька в очолюванні експедиції.

## Ігровий процес

### Однокористувацька гра
На початку гравець обирає за кого з двох основних героїв грати: Скотта Райдера чи його сестру Сару Райдер. Ім'я персонажа та його зовнішність є змога змінити у спеціальному редакторі. Традиційно для серії основу ігрового процесу складають подорожі космосом, перестрілки від третьої особи і спілкування з іншими персонажами. Арсенал містить крім стрілецької (пістолети, дробовики, снайперські гвинтівки і штурмові гвинтівки), зброю ближнього бою, а саме клинки та молоти. За походженням зброя поділяється на зброю Чумацького Шляху (потужна, але вимагає боєприпасів), зброю цивілізації Залишкових Андромеди (скорострільна, не вимагає боєприпасів, але перегрівається) і зброю цивілізацій кластера Гелей (порівняно повільна, проте самонавідна). На полі бою діє система укриттів і реактивний ранець для далеких стрибків. На відміну від попередніх ігор, клас персонажа, що визначає його схильності та вміння, не є чітко заданим. Різні класи можна поєднувати і перерозподіляти добуті очки досвіду для відкриття нових умінь.
Подорожі між планетами не обмежені сюжетно. Гравець може відвідати їх самостійно на кораблі «Буря», не чекаючи завдання на них. Але оскільки в Mass Effect: Andromeda не існує ретрансляторів маси, подорожувати можливо тільки невеликою частиною галактики. В подорожах планетами допомагають транспорти «Мако» (всюдихідна БМП) і «Мандрівець» (наукового спрямування, маневреніший, але без зброї). Їхній вигляд і можливості налаштовуються за вибором гравця. Скануючи оточення спеціальним пристроєм, вбудованим у костюм, отримуються відомості про довкілля, виявляються приховані об'єкти. Важливим елементом досліджень планет є пошук місць для розгортання аванпостів, у яких здійснюється зміна екіпіровки та швидке переміщення до інших місцевостей. Героям загрожують несприятливі природні умови, такі як радіація чи холод, місцеві істоти, інші колоністи, незгідні з їхніми діями. Креслення і корисні копалини дозволяють створювати нову зброю, боєприпаси і прилади. На головному кораблі «Нексус» гравець вільний обирати кяких спеціалістів пробудити з кріосну. Цим визначається бонуси в якій сфері життя він отримає. Подекуди, для зламу чужопланетних технологій, необхідно вирішувати головоломки: знайти набір знаків і правильно їх розташувати на панелях.
Діалогова система зберегла основи з попередніх ігор, але має нові можливості. Відносини між персонажами зроблено більш правдоподібними, кожен з них має свій характер. Варіанти відповідей не поділяються строго на «героїчні» і «відступницькі», натомість пропонують обрати стиль репліки: емоційний, розсудливий, невимушений і професійний. На відміну від Mass Effect 2, місії на лояльність членів команди не визначають сюжет. Вони лише розкривають більше деталей про героїв та дозволяють зробити стосунки з ними ближчими.

### Багатокористувацька гра
У мультиплеєрі гравці виступають у ролі бійців підрозділу «Apex Force» з «Нексуса». Існує вибір: в однокористувацькій грі відправити окремий загін на побічну місію, чи виконувати її самотужки в мультиплеєрі. Таким чином досягнення в багатокористувацьких сутичках прямо впливають на одиночну кампанію. «У нас є система, яку ми називаємо Strike Team, і вона дозволить вам перемикатися між поодинокими і багатокористувацькими завданнями прямо під час проходження сюжету» — пояснив продюсер проєкту Майк Гембл. Виконання багатокористувацьких завдань розкриє додаткові деталі всесвіту Mass Effect.
Крім очок досвіду, в сутичках заробляються очки престижу, що впливають на рівень розвитку всіх персонажів певного типу. Наявні і мікротранзакції, але покупка за них внутрішньоігрових предметів лише полегшує прогрес, не бувши обов'язковою.
До багатокористувацької гри існує мобільний додаток  Apex HQ для iOS і Android. Він дозволяє переглядати відомості про гру та на віддалі від ПК чи гральної консолі налаштовувати свого персонажа для подальших боїв.

## Сюжет

### Передісторія
Сюжет розкриває долю програми «Андромеда», початої 2176 року. Її метою є колонізація кластера галактики Андромеди, де виявлено багато «золотих» світів, підхожих для заселення. Але також програма слугує для створення запасних колоній на випадок, якщо в Чумацькому Шляху з'являться непереборні загрози. Спочатку пошук планет вівся звичайними телескопами раси асарі, але оскільки світло від Андромеди летіло до них понад 2,5 млн років, засновниця програми Джіен Гарсон стала шукати інші засоби. Допомогу було знайдено у кваріанців, які захопили телескоп гетів, складений з трьох ретрансляторів маси, утворюючи надсвітловий коридор. Завдяки цьому пристрою і було отримано найновіші дані про сусідню галактику, а саме місце поблизу чорної діри, кластер Гелей, теоретично багате на землеподібні планети і нульовий елемент. Їх було названо «золотими» світами або ж Оселями.
На початках фінансування програми відбувалося зі значними перешкодами. Керівництво галактичного суспільства, Рада «Цитаделі», не бачило сенсу в експедиції до Андромеди, яка вимагала не лише значних витрат, а й розробки нових технологій. Особливо критикувалася розробка Алеком Райдером штучного інтелекту СЕМ, у якому бачилася потенційна загроза. Однак, після відкриття в 2183 загрози Женців, «Андромеда» отримала фінансування від загадкового «благодійника». Ним, як потім підозрюють герої гри, був Привид — лідер організації «Цербер», яка бореться за процвітання і вищість людства над іншими расами за будь-яку ціну.

### Програма «Андромеда»
У 2185 до сусідньої галактики було відправлено кораблі, розраховані на тривалий політ без можливості повернутися. Тобто, події Mass Effect: Andromeda стартують між другою та третьою частинами Mass Effect. Всього було запущено чотири колонізаторських кораблі — командний центр «Нексус» із радою лідерів і п'ять «Ковчегів», серед яких і один людський, «Гіперіон». Кожен такий корабель цілком самодостатній, маючи екіпаж з колоністів, учених і солдатів, системи для пошуку придатних для життя планет і протоколи контакту з іншими розумними істотами. Але для успішного виконання плану колонізації всі кораблі повинні обмінюватися інформацією та знахідками. На «Ковчеги» завантажено все необхідне для експедицій і колонізації, зокрема початкові ресурси, обладнання і зброю, модулі аванпостів, наземний і повітряний транспорт. Політ тривав шість століть, а на кораблях вирушили як люди, так і інші раси галактики, очолювані обраними лідерами «Першопроходцями».
«Нексус» на свій час був одним з найбільших кораблів Чумацького Шляху, а його дизайн засновувався на станції-столиці галактичного суспільства «Цитадель». Він вирушив у політ незавершеним (фактично половина від кінцевого проєкту) і мусить добудуватися вже в Андромеді. «Ковчеги» з «Нексусом» мають особливі двигуни «Одіс», які збирають в польоті навколишні атоми водню і виробляють з них паливо. Цим усувається накопичення кораблем статичного заряду, який досі був перепоною для настільки далеких польотів. Керівництво експедиції складають директор з питань колонізації Фостер Еддісон (людська жінка), головний інженер Накмор Кеш (кроганка), керівник оборони Слоан Келлі (людська жінка).
«Гіперіон» — один з «Ковчегів», спеціально розроблений для програми «Андромеда». Обслуговчий персонал «Гіперіона» складається з різних рас Чумацького Шляху, але корабель призначений для доставки колоністів-людей до галактики Андромеди. На його борту перебуває 20000 осіб. Довжина «Гіперіона», як і інших «Ковчегів» становить понад півтора кілометра, що робить його найбільшим людським кораблем.
До меж Чумацького Шляху кораблі супроводжував військовий флот, надалі єдиним захистом стали кінетичні бар'єри, що оточують судна.
Події Mass Effect: Andromeda розгортаються в галактиці Андромеди, куди герої прибувають на «Ковчегах» в стані анабіозу. Гра зосереджується на родині Райдерів, а особливо на юних близнюках Скотті Райдері (чоловічий персонаж) і Сарі Райдер (жіночий персонаж). Їхнім батьком є Алек Райдер, один із солдатів програми N7 і лідер людської частини мандрівників. Команду напарників спочатку складають люди Ліам Коста і Кора Гарпер. Згодом до них можуть приєднатися колеги з «Нексуса»: туріанка Ветра, асарі Пібі, кроган Драк. Також обіцяно впродовж гри знайти союзних саларіанця Калло Джата і деяких аборигенів Андромеди.

### Події гри
Тут наведено найпоширеніший варіант проходження гри за Скотта Райдера.
Скотт Райдер прокидається від анабіозу після 634-річного польоту на борту «Гіперіона». Він знайомиться з екіпажем, та несподівано корабель потрапляє у хмару концентрованої темної енергії, що спричиняє аварію. Через це капсула з сестрою Алека Сарою виходить з ладу і Сара лишається в комі. Зустрівши на містку свого батька Алека, він дізнається, що найближчий «золотий світ», Оселя 7, сильно відрізняється від очікуваного. Скотт разом з офіцером Ліамом вирушає на розвідку в шатлі. В польоті апарат вражає блискавка, Райдер ледве рятується і опиняється на поверхні.
Оселя 7, виявляється, має непридатну для дихання атмосферу, через високу концентрацію темної енергії в повітрі літають скелі, а із хмар постійно б'ють блискавки. Через це отримати допомогу з «Гіперіона» дуже складно. Знайшовши Ліама, Скотт вирушає з ним на пошуки решти екіпажу. Вони зустрічають невідомих чужопланетян, кеттів, які стріляють в людей. Борючись із ними, Скотт натрапляє на місце розкопок давніх споруд. Він знаходить джерело блискавок — установку терраформінгу. Приєднавшись там до батька, він перемагає вороже налаштованих чужопланетян і входить до установки. Алек вимикає її, тим самими усунувши блискавки. Але раптом виплескується хвиля енергії, яка викидає Скотта, а його шолом розбивається. Алек дає йому свого, при цьому гинучи.
Скотт отямлюється вже на «Гіперіоні», де дізнається про смерть батька і що наступним «Першопроходцем» мусить стати він. При цьому штучний інтелект корабля СЕМ загадковим чином виявляється інтегрованим у його мозок. Скотт приймає нові обов'язки, очолює подорожі системою, пошуки ресурсів та дослідження споруд Оселі 7. Вирішивши найбільш нагальні проблеми, «Гіперіон» вирушає до місця, де повинен перебувати «Нексус». Тим часом чужопланетяни, зрозумівши, що люди можуть активовувати прадавні технології, вирушають на пошуки їхнього корабля.
Прибувши на «Нексус», Скотт дізнається, що він вже рік дрейфує, Джіен Гарсон убита, а інші «Ковчеги» так і не прибули. «Нексус» також потрапив у хмару темної енергії, що викликало аварію, загибель багатьох колоністів та нестачу провізії. Як наслідок спалахнув бунт, який вдалося придушити, а бунтарів вислати на інші планети. Райдер пропонує свою допомогу в пошуках решти «Ковчегів» і планети, яка стане домом для усіх колоністів. Йому доводиться розслідувати саботажі на кораблі, збирати ресурси та досліджувати навколишній космос кораблем «Буря». Від СЕМ Райдер дізнається, що цей штучний інтелект потужніший, ніж здається. Алек відімкнув його обмеження, щоб СЕМ отримав доступ до імплантатів у тілі «Першопроходця», завдяки чому може збільшити його сили. В свою чергу, аналізуючи людські дії, СЕМ розвивається.
Райдер збирає команду і береться виконувати доручення. Досліджуючи пустельну планету Еос, мандрівники знаходять вказівники на терраформер цивілізації Залишкових, який вмикають. Всередині вони виявляють карту розташування інших терраформерів по всьому кластеру Гелей. З цього робиться висновок, що Залишкові хотіли зробити численні планети придатними для різних типів життя. Умови на Еосі стрімко кращають, тому там закладається поселення. Згодом СЕМ, завдяки імплантатам в тілі Сари, дозволяє поспілкуватися з симуляцією її розуму.
Під час чергового польоту «Буря» стикається з кораблем кеттів. Їхній лідер Архон агресивно допитується як люди зуміли ввімкнути машини Залишкових. «Буря» ховається в хмарі темної енергії і вилітає біля планети Гаварл, населеної расою ангара. Там екіпаж дізнається, що ангара борються проти кеттів, які кілька століть тому прибули в Гелей як загарбники. Учасники «Андромеди» допомагають повстанцям проти гніту кеттів і приймають у свої ряди їхнього воїна Джаала. При цьому з'ясовується, що ангара не знаються звідки походять. На планеті Кадара вони знаходять Слоан Келлі, лідера бунтарів, вигнаних з «Нексуса». Хоча вигнанці не вельми раді зустрічі, після допомоги з тамтешніми проблемами, стосунки Кадари з «Нексусом» теплішають.
Команда Скотта знаходить повідомлення від «Ковчега» саларіанців. У ньому говориться, що корабель взяли на абордаж кетти і «Першопроходець» вирушає на допомогу. Архон влаштовує пастку на своєму кораблі та лишає команду в ній, чекаючи коли вона згодиться активувати зібрану ним колекцію артефактів Залишкових. СЕМ тимчасово вводить Райдера у стан клінічної смерті, щоб той звільнився і визволив решту. Скотт знаходить артефакт, що вказує координати установки Меридіан — центру системи терраформерів, силою якої прагне заволодіти Архон. Уникнувши переслідування, він організовує доставку «Ковчега» до «Нексуса». Після цього саларіанці виводять Сару з коми. Досліджуючи навколишні зори, екіпаж «Бурі» знаходить «Ковчеги» асарі й туріанців, але вони вже зазнали нападу кеттів і пошкоджені. Вдається знайти їхніх «Першопроходців», відремонтувати кораблі та відслідкувати куди евакуювалося їхнє населення. Паралельно Скотт Райдер досліджує записи свого батька, з яких дізнається про справжню підставу експедиції. Програма «Андромеда» в останні роки перед відльотом спрямувалася на евакуацію представників галактичного суспільства через наближення Женців. З останніх записів «Першопроходець» дізнається про атаку на Землю і що Алек, прокинувшись першим, не отримав жодних повідомлень з Чумацького Шляху. Разом з тим він розкриває втішні новини — його мати не померла, а знаходиться в анабіозі на «Гіперіоні».
Учені «Нексуса» розробляють систему маскування «Бурі», щоб корабель підлетів до Меридіана і запустив терраформінг планет. Райдер пробирається всередину і виявляє, що Залишкові кількасот років тому створювали життя, після чого відлетіли, щоб повернутися в майбутньому. Також стає ясно, що ангара були створені на Меридіані. Це пригнічує Джаала, але він надихається боротьбою проти Архона, який хоче обернути процес терраформінгу з метою усунути будь-який спротив. Скотт вмикає установку, однак із записів Залишкових бачить — це лише частина справжнього Меридіана. Разом з тим вмикається озброєння Залишкових, що змушує кеттів відступити.
Програма «Андромеда» починає пошуки Меридіана і виявляє, що він схований у хмарах темної енергії. Райдер знаходить пульт керування автоматичними кораблями Залишкових, які розсіюють хмари, прокладаючи шлях до штучної сфери завбільшки з планету. Несподівано Архон нападає на «Гіперіон» і зламує СЕМ, тим самими ослаблюючи Скотта і отримуючи доступ до його пам'яті. Сара спочатку відбиває напад і реанімує брата на відстані, отримавши доступ до СЕМ, однак Архон захоплює «Гіперіон». Він бере Сару в полон і зламує її імплантати з метою підкорити своїй волі та отримати владу над Меридіаном. Скотт отямлюється і спрямовує кораблі Залишкових до Меридіана, вони поширюють за собою темну енергію, відрізаючи шлях флоту кеттів. Слідом за захопленим Архоном людським «Ковчегом», він на «Бурі» влітає всередину Меридіана.
Всередині сфера виявляється порожнистою і покритою величезними родючими просторами. Райдер поспішає випередити Архона і врешті дістається до центру керування терраформерами. Полишений кеттами «Гіперіон» втрачає керованість і падає. Капітан Дунн наказує екіпажу евакуюватися, а сама лишається на борту, щоб врятувати кріокапсули. Тим часом Архон підмикається до систем Меридіана, Райдер і його команда сходиться з лиходієм у фінальному бою. Сара вказує як спрямовати на Архона надмір енергії і той гине.
Скотт запускає терраформінг «золотих світів», планети кластера Гелей розквітають. «Першопроходець» повертається на «Нексус», а Меридіан стає новим домом для людей. Несподівано находить сигнал від п'ятого «Ковчега», на якому перебувають кваріанці, елкори, дрелли, волуси і ханари. Але в посланні міститься попередження не наближатися до корабля, що відкриває простір для доповнень Mass Effect: Andromeda.

## Розробка
Вперше про нову гру в серії Mass Effect стало відомо з твіту колишнього виконавчого продюсера BioWare Edmonton Кейсі Гадсонін у листопаді 2012 року. 12 листопада 2012 року BioWare оголосила, що студія вже працює над новим проєктом серії Mass Effect і що він використовуватиме рушій Frostbite 3. В березні 2013 інформацію було підтверджено на виставці PAX East і обіцяно нові матеріали на E3 наступного року. Менеджер зі зв'язків Кріс Прістлі та інші співробітники розповіли, що розробники не хочуть аби люди називали нову гру Mass Effect 4, оскільки вона є зовсім новою історією у всесвіті Mass Effect.
На виставці E3 2014, 9 червня 2014 року, BioWare був представлений відеоролик, в якому демонструвалися концептуальні прототипи пейзажів та графічні можливості рушія Frostbite 3. Також було повідомлено, що події гри розгортатимуться в «абсолютно новому регіоні космосу», але при цьому будуть пов'язані з подіями оригінальної трилогії, зокрема расами.
19 січня 2015 року з'явилася інформація, що до розробки залучено 200 нових працівників і вона буде випущена в 2016 році. Дрю Карпишин, попри своє повернення до BioWare, не задіяний у розробці MEA.Також зазначалося, що гру називають Mass Effect 4 лише фанати серії, але не самі розробники. Крім того підтвердилася наявність багатокористувацького режиму.
Назва Mass Effect: Andromeda з'явилася на E3 2015, тоді ж було показано трейлер з різними планетами галактики Андромеди. Генеральный менеджер BioWare Canada Аарін Флінн розповів: «Хоча ми не можемо поділитися з вами великою кількістю деталей, з трейлера і назви ви самі можете зрозуміти, що це буде абсолютно нова пригода. Події гри розгорнуться набагато пізніше, ніж сюжет оригінальної трилогії. Ви будете грати за людину (чоловіка або жінку), але це не саме той персонаж, який показаний в ролику. Вам належить досліджувати нову галактику, Андромеду, і управляти новим „Мако“. А разом з вами на пригоди вирушать нові компаньйони, з якими ви будете працювати і битися, і в яких ви будете закохуватися».
7 листопада 2015 року було опубліковано тизер, в якому Шепард (жінка) символічно прощається з оригінальною трилогією і космічний корабель летить з Чумацького Шляху в галактику Андромеди. Додатково BioWare виклали нові скріншоти. Глава BioWare Montreal Янік Рой зауважив, що Шепард не з'явиться в Mass Effect: Andromeda. Уважні глядачі помітили у відео жетон з прізвещем Райдер, з чого виникло припущення, що таким буде прізвище головного героя.
2 березня 2016 року було оприлюднено інформацію про перенесення виходу гри. За словами фінансового директора EA Блейка Йоргенсена, Mass Effect: Andromeda очікується в останньому фінансовому кварталі, від 1 січня до 31 березня 2017 року, через плани спочатку випустити Mirror's Edge.
На виставці E3 2016, 12 червня, було оприлюднено новий трейлер, який демонстрував графіку та процес створення гри, зокрема захоплення руху акторів. З інтерв'ю на виставці стало відомо, корабель героїв гри називатиметься «Буря» (Tempest), гравці зможуть перемикати вид камери, а крім показаного в трейлері «Ковчега» будуть і інші. Іменем зображеної наприкінці трейлера жінки було підтверджено Райдер, але стать свого персонажа гравці зможуть вибирати. Протагоніст матиме сім'ю, що матиме вагоме значення в сюжеті. Також розробники розкрили, що фінали Mass Effect 3 не матимуть впливу на Mass Effect: Andromeda. Оригінальна трилогія служитиме основою нової гри, але її знання не буде обов'язковим для розуміння Andromeda. Разом з тим видавництво Titan Books планує випустити щонайменше 4 романи, які стануть приквелами і сиквелами до гри і пов'яжуть оригінальну трилогію з Andromeda. Видання романів триватиме від серпня 2016 до березня 2018.
У вересні 2016 загалу було показано фрагмент ігрового процесу в роздільності 4K на PlayStation 4, зокрема користування реактивним ранцем, сканування оточення і взаємодію з технологіями цивілізації Андромеди. Також стало відомо, що чоловік з трейлера E3 2015 — батько сімейства Райдерів. Мак Волтерс також оголосив, що чоловіча і жіноча версії головного героя існуватимуть у грі одночасно як брат і сестра.
Хоча точних дат випуску гри не оголошувалося, у жовтні видавництво Dark Horse оголосило, що 21 березня 2017 року видасть артбук «The Art of Mass Effect: Andromeda». Це дало підстави очікувати виходу Mass Effect: Andromeda саме тоді.
7 листопада 2016 вийшов трейлер, присвячений демонстрації того, що люди в галактиці Андромеди чужинці і їхні сподівання знайти там новий дім зазнають краху. Він також пропонував долучитися до програми інформування про новини Mass Effect: Andromeda, подавані як інструкції колоністам перед відльотом. Згодом було оголошено акторів озвучування головних персонажів. Загалом було озвучено понад 1200 персонажів. Згодом було повідомлено назву головних антагоністів гри — кетти (Kett). Щоправда, назва зустріла неоднозначне прийняття потенційних гравців, адже в деяких регіонах Великої Британії це слово означає «лайно».
У бесіді з журналістами GameSpot творчий директор Мак Волтерс розповів, що Mass Effect: Andromeda не буде початком трилогії, хоча її продовження можливе. «Ми хочемо, щоб після проходження гри у геймерів залишилося відчуття завершеності історії, — сказав він. — Всесвіт Mass Effect цим не вичерпається, але нам би хотілося, щоб ця історія вийшла самостійною. Нехай гравці пройдуть разом з одним з Райдерів шлях перетворення на героя, а потім гадають, що буде далі. Чи опиняться Райдери в центрі наступної [гри]? Чи це буде новий персонаж?». За словами продюсера проєкту Майкла Ґеймбла, для розробників важливо зберегти фінал Mass Effect: Andromeda в таємниці. «Ми хочемо, щоб для гравців залишалося загадкою, якою буде кінцівка гри, — зазначив він. — Це історія зовсім іншого роду, не така, як в трилогії. Нам не терпиться дізнатися, що про це скажуть фанати».
На заході The Game Awards 2016, 1 грудня 2016 року, відбулася демонстрація різних аспектів ігрового процесу: перестрілки, діалоги, керування «Мако», майстрування. В січні 2016 стала відома точна дата релізу: 21 березня в США і 23 в Європі. 5 січня з'явився новий трейлер, що показував різні аспекти ігрового процесу. За кілька тижнів, 26 січня, було оприлюднено два відео, що розповіли про напарників головних героїв і загрози галактики.
Системні вимоги було повідомлено 24 лютого. Того ж дня розробники повідомили, що розробку завершено і гра готова до тиражування. Компанія BioWare оголосила, что перед релізом Mass Effect: Andromeda не заплановано проводити бета-тестування мультиплеєру. Продюсер проєкту Фернандо Мело пояснив це: «Я знаю, що багато хто з вас з нетерпінням чекали цього, як і ми. Не пускаючись у довгі міркування, скажу, що це було правильне рішення, враховуючи, як близько ми підійшли до релізу». Тим не менш мультиплеєр було обіцяно продемонструвати на виставці PAX East 10-12 березня в Бостоні, а також у тріал-версії гри. Обіцялося, що версія для ПК не матиме обмежень частоти кадрів при налаштуваннях рівня «Ультра». Проте, для цього знадобиться потужніший комп'ютер, ніж вказано у рекомендованих вимогах, тоді як рівень «Ультра» забезпечить 30 кадрів при 1080p. За два тижні до виходу гри було показано так званий релізний трейлер під пісню «Human» Рорі Грема (Rag'n'Bone Man). За тиждень до релізу Mass Effect: Andromeda, 16 березня, передплатники сервісів EA Access і Origin Access отримали доступ до пробної версії. Вона містила частини сюжетної кампанії і обмеження на час гри у 10 годин. Як і було заплановано, продажі гри почалися 21 березня.

## Оцінки і відгуки
| Агрегатор    | Оцінка                                   |
| ------------ | ---------------------------------------- |
| GameRankings | 73.8 % (XONE) 74.43 % (PS4) 71.67 % (PC) |
| Metacritic   | (XONE) 77/100 (PS4) 75/100 (PC) 78/100   |

| Видання       | Оцінка |
| ------------- | ------ |
| Game Informer | 8/10   |
| GameSpot      | 6/10   |
| GamesRadar+   | 3.5/5  |
| IGN           | 7.7/10 |

| Видання | Оцінка |
| ------- | ------ |
| PlayUA  | 67/100 |

### До офіційного виходу
Після виходу пробної версії 16 березня численні гравці і журналісти висміяли графічні помики і анімацію облич персонажів. Основна проблема полягала у неприродній міміці людей: рухливі губи при майже нерухомих очах. Mass Effect: Andromeda тут часто порівнювалася з іншими іграми того ж рівня, The Witcher 3, Skyrim, Fallout 4 і попередніми частинами серії Mass Effect, де анімація виглядала помітно реалістичнішою.
Попри технічні огріхи, пробна версія Mass Effect: Andromeda отримала загалом позитивні відгуки. Том Філіпс із Eurogamer відгукнувся, що гра подає великі надії: «Навіть за кілька годин, гра показує купу перспектив — міцні підвалини і персонажів, з якими вам хочеться провести час». Пол Тассі із Forbes високо оцінив бої, діалоги та протагоніста, яким легко відігрувати самого себе. Недоліками він визначив надані в пробній версії частини сюжету і локації, які не дають сповна оцінити можливості гри, потребу у стрибках через перешкоди замість їх перелазіння і місцями помилки анімації. Загалом він описав Mass Effect: Andromeda як більш оптимістичну історію про створення нового світу, тоді як оригінальна трилогія була присвячена «порятунку мільярдів життів від невідворотного знищення». «Не дивлячись на відкритий світ, поки гра дуже схожа на попередні Mass Effect, — зробив висновок Тассі. — Багато хто побоювався, що серія почне копіювати Destiny або No Man's Sky, але вона зберегла обличчя». Джон Вокер з Rock, Paper, Shotgun, написав розгромну попередню рецензію, зокрема описавши як найгіршу складову квести, що виглядають як «у корейської MMO 2004 року»: гравець «бігає від однієї іконки на карті до іншої і сканує об'єкти за вказівкою гри». Інтерфейс Вокер описав як заплутаний «парад поганих дизайнерських рішень», а про персонажів відгукнувся: «звучать так, ніби розгублено читають з аркуша текст, набраний дуже дрібним шрифтом, в темній кімнаті». Однак, він висловив сподівання, що це наслідки уривчастості та незавершеності пробної версії і у фінальній таких проблем стане менше.

### Після виходу
Повна версія Mass Effect: Andromeda отримала змішані відгуки. При цьому середні оцінки критиків і пересічних гравців дуже відрізнялися, часом у понад 10 разів. На агрегаторі Metacritic середній бал від критиків для ПК-версії склав 78 балів зі 100, для PS4 — 75/100, а для Xbox One — 77/100 (гравців 4.1/10, 3.9/10 і 4.0/10 відповідно). Дещо нижчі зібрав GameRankings: для ПК 71.67 %, для Xbox One 73.8 % і для PS4 74.43 %.
Скотт Баттерворт з Gamespot оцінив Mass Effect: Andromeda у 6/10, похваливши гарний ігровий світ, різноманітні планети, варіативність боїв. Але було розкритиковано дизайн й клішованість персонажів, засилля побічних квестів і технічних помилок. У вердикті він написав: «Andromeda сприймається як напів-виконана мрія. Вона містить приголомшливу кількість контенту, але його якість дико різниться. Її світи і бої блискучі, але сценарій та місії спотикаються — і відносної сили першого замало, щоб компенсувати неминучу слабкість останніх. Як Mass Effect, Andromeda значно відстає детальністю політики, мораллю, і оповіддю від своїх попередниць». Джо Джуба з Game Informer прийшов до подібних висновків: «Коли взяти як окрему пригоду (а не в порівнянні з сагою Шепарда), Mass Effect: Andromeda приємна і більшістю своїх частин працює. Оповідь не вражає, але тримає зацікавленим і жене вас вперед».
Ден Стейплтон, редактор IGN, дав грі 7,7/10 з вердиктом: «Mass Effect: Andromeda лише зрідка відвойовує блиск серії, але пропонує обширну і веселу Action-RPG». Особливих похвал удостоїлися сюжет, вписані в нього Райдери, і фінальна битва, різноманітність комбінацій умінь в боях. Але слабкими місцями було визначено невиразну команду, ненормальні емоції персонажів, надмірну увагу до сканування оточення і пошуків ресурсів, прості головоломки.
Українське розважальне видання PlayUA дало оцінку 67/100 з вердиктом: «Так, вражає візуально. Так, вражає деталізацією, має хорошу боївку, широкі можливості кастомізації, експлорингу, але в той же час ніяким чином не виконує те, задля чого була створена. Не передає відчуття першовідкривача нової галактики, має плоский, абсолютно не захопливий і передбачуваний сюжет, повну відсутність рольової системи як такої, величезні проблеми з анімацією майже кожного персонажа, добрячу порцію багів та поганий звуковий супровід. Гра винагороджує тільки тих, хто полюбляє годинами нишпоритись на кожній локації і шукати хоч якийсь сенс в тому, що відбувається. В комплексі це, без сумніву, найслабша RPG від Bioware на даний момент».
Але все ж продажі Mass Effect: Andromeda виявлися досить успішними і гра два тижні поспіль утримувала лідерство на ринку Великої Британії. У відповідь на скарги гравців Bioware анонсували низку вдосконалень, які будуть впроваджені впродовж весни. Зокрема можливість пропуску зображень перельотів між планетами, збільшення місця під спорядження, покращення вигляду персонажів та анімації, збагачення редактора персонажів, покращення романтичних стосунків Скотта Райдера і більше контенту в багатокористувацькій грі.

### Нагороди
| Рік  | Нагорода                    | Категорія          | Результат | Примітка |
| ---- | --------------------------- | ------------------ | --------- | -------- |
| 2016 | Golden Joystick Awards 2016 | Найбажаніша гра    | Перемога  | [ 76 ]   |
| 2016 | Global Game Awards 2016     | Найочікуваніша гра | Перемога  | [ 77 ]   |
| 2016 | The Game Awards 2016        | Найочікуваніша гра | Номінація | [ 78 ]   |